# Antica diocesi di Hereford
La diocesi di Hereford (in latino Dioecesis Herefordensis) è una sede soppressa della Chiesa cattolica in Inghilterra, poi divenuta una sede della Chiesa anglicana.

## Territorio
La diocesi comprendeva la regione occidentale dell'Inghilterra, ai confini con il Galles, a sud e ad ovest del fiume Severn e ad est del Brecon.
Sede vescovile era la città di Hereford, nell'omonima e originariamente coestensiva contea di Herefordshire, dove si trova la cattedrale.

## Storia
La diocesi fu eretta nel 676 circa nel regno di Mercia ricavandone il territorio dalla diocesi di Lichfield (in seguito denominata diocesi di Coventry e Lichfield). La diocesi comprendeva il territorio dei Magonsaetan, e rimase invariato fino al XVI secolo, ad eccezione dei confini occidentali che variavano a seconda dei cambiamenti dei confini politici fra il Galles e i regni anglosassoni.
L'antica cattedrale sassone del X secolo fu distrutta da un incendio nel 1055 e restaurata dal vescovo Robert de Losinga (1079-1095). Durante l'episcopato di Reynelm (1103-1115) fu iniziata la costruzione di una nuova cattedrale a nord della precedente; l'essenziale del nuovo edificio era già pronto verso la metà del XII secolo. Nel XIV secolo fu istituita la Cathedral Grammar School.
L'incendio che danneggiò la cattedrale nel 1055 era stato causato da un attacco dei gallesi. La risposta degli anglosassoni non si fece attendere, ma l'attacco portato nel 1056 causò la morte del vescovo Leofgar, ultimo vescovo anglosassone, e di molti altri ecclesiastici.
A Robert de Losinga si deve anche la riforma del capitolo dei canonici della cattedrale. Fu lui ad istituire al suo interno la dignità dell'arcidiacono e portò il numero dei canonici a 28.
Tra i vescovi del XII secolo si distinse in particolare Robert de Bethune (1131-1148) per la sua opera di organizzazione della diocesi: convocò sinodi annuali, eresse i decanati rurali, riformò la struttura parrocchiale diocesana con la consacrazione di numerose nuove chiese. Quest'ultima iniziativa fu continuata dal suo successore Gilbert Foliot (1148-1163). Del vescovo Robert Foliot (1174-1186) si conserva una nutrita corrispondenza con papa Alessandro III (1159-1181), centrata soprattutto sul matrimonio dei chierici, prassi che era abbastanza diffusa in diocesi.
Nella seconda metà del XIII secolo la diocesi fu governata da Tommaso di Cantilupe (1275-1285), canonista rinomato, che cercò di riformare il capitolo della cattedrale, vietando il cumulo dei benefici e ponendo limiti al frequente assenteismo. Si scontrò con l'arcivescovo di Canterbury John Peckham, che lo scomunicò. Morì a Roma nel 1282, dove si era recato per perorare la sua causa davanti al papa. È venerato come santo nel martirologio romano (25 agosto).
Nel XIV e XV secolo la diocesi fu considerata dai vescovi come un trampolino di lancio per sedi più prestigiose e ricche, e perciò governata da vescovi che non si interessarono molto alla loro sede, dove peraltro rimasero per lo più pochi anni. Anche quei vescovi, il cui episcopato fu più duraturo, erano spesso assenti, al servizio del re e della corte: John Stanberry (1453-1474) fu il confessore di Enrico VI, Thomas Mylling (1474-1492) fu precettore reale, Richard Mayew (1504-1516) servì Enrico VII come ambasciatore.
Con i vescovi Edward Foxe (1535-1538), Edmund Bonner (1538-1539), John Skypp (1539-1552) e John Harley (1553-1554) si impose in diocesi lo scisma anglicano. L'ultimo vescovo in comunione con la sede di Roma, Robert Wharton, morì il 22 settembre 1558; era stato consacrato dopo lo scisma nel 1536 vescovo di Saint Asaph.

## Cronotassi dei vescovi
- Putta † (676 - 676/688 deceduto)
- Thyrtell † (688 - 705/710 deceduto)
- Torhthere † (710 - 727/731 deceduto)
- Walhstod † (727/731 - 731/736 deceduto)
- Cuthbert † (736 consacrato - 741 nominato arcivescovo di Canterbury)
- Podda † (741 - 747/758 deceduto)
- Ecca † (747/758 - 758/770 deceduto)
- Aldberht † (777 - 781/787 deceduto)
- Esne † (781/787 - 787/788 deceduto)
- Ceolmund † (787/788 - 793/798 deceduto)
- Utel † (793/798 - 801 deceduto)
- Wulfheard † (801 - 822/824 deceduto)
- Beonna † (824 - 825/832 deceduto)
- Eadwulf † (825/832 - 836/839 deceduto)
- Cuthwulf † (836/839 - 857/866 deceduto)
- Mucel †
- Deorlaf † (circa 857/866 - 884/888 deceduto)
- Cynemund † (888 - 888/901 deceduto)
- Edgar † (888/901 - 930/931 deceduto)
- Tidhelm † (930/931 - 937 deceduto)
- Wulfhelm of Hereford † (937 - 937/940 deceduto)
- Aelfric † (937/940 - 951/955 deceduto)
- Athulf † (951/955 - 1012 deceduto)
- Aethelstan † (1012 - 10 febbraio 1056 deceduto)
- Leofgar † (circa marzo 1056 - 16 giugno 1056 deceduto)
  - Sede vacante (1056-1061)
- Walter of Lorraine † (15 aprile 1061 consacrato - 1079 deceduto)
- Robert de Losinga † (29 dicembre 1079 consacrato - 26 giugno 1095 deceduto)
- Gerard † (15 giugno 1096 consacrato - 1101 nominato arcivescovo di York)
- Reynelm † (1103 - 28 ottobre 1115 deceduto)
- Geoffrey de Clive † (26 dicembre 1115 consacrato - 2 febbraio 1120 deceduto)
- Richard de Capella † (16 gennaio 1121 - 15 agosto 1127 deceduto)
  - Sede vacante (1127-1131)
- Robert de Bethune † (28 giugno 1131 - 22 aprile 1148 deceduto)
- Gilbert Foliot † (5 settembre 1148 - 24 marzo 1163 nominato vescovo di Londra)
- Robert of Melun † (22 dicembre 1163 consacrato - 27 febbraio 1167 deceduto)
  - Sede vacante (1167-1174)
- Robert Foliot † (6 ottobre 1174 - 9 maggio 1186 deceduto)
- William de Vere † (10 agosto 1186 - 24 dicembre 1198 deceduto)
- Giles de Braose † (24 settembre 1200 consacrato - 13 novembre 1215 deceduto)
- Hugh de Mapenor † (18 dicembre 1216 consacrato - circa 13 aprile 1219 deceduto)
- Hugh Foliot † (27 ottobre o 3 novembre 1219 consacrato - 26 luglio 1234 deceduto)
- Ralph de Maidstone † (12 novembre 1234 - 17 dicembre 1239 deceduto)
- Pierre d'Aigueblanche[2] † (23 dicembre 1240 consacrato - 27 novembre 1268 deceduto)
- John de Breton † (2 giugno 1269 consacrato - 12 maggio 1275 deceduto)
- San Tommaso di Cantilupe † (8 settembre 1275 consacrato - 25 agosto 1282 deceduto)[3]
- Richard Swinefield † (7 marzo 1283 consacrato - 15 marzo 1317 deceduto)
- Adam Orleton † (15 maggio 1317 - 28 settembre 1327 nominato vescovo di Worcester)
- Thomas Charleton † (28 settembre 1327 - 11 gennaio 1344 deceduto)
- John Trilleck † (15 marzo 1344 - 30 novembre 1360 deceduto)
- Lewis Charleton † (10 settembre 1361 - 24 giugno 1369 deceduto)
- William Courtenay † (17 agosto 1369 - 12 settembre 1375 nominato vescovo di Londra)
- John Gilbert, O.P. † (12 settembre 1375 - 20 maggio 1389 nominato vescovo di Saint David's)
- Thomas Treffnant † (20 maggio 1389 - 26 marzo/12 aprile 1404 deceduto)
- Robert Mascall, O.Carm. † (2 luglio 1404 - 22 dicembre 1416 deceduto)
- Edmund Lacey † (18 aprile 1417 consacrato - 3 luglio 1420 nominato vescovo di Exeter)
- Thomas Polton † (15 luglio 1420 - 17 novembre 1421 nominato vescovo di Chichester)
- Thomas Spofford † (17 novembre 1421 - 1448 dimesso)
- Richard Beauchamp † (4 dicembre 1448 - 14 agosto 1450 nominato vescovo di Salisbury)
- Reginald Boulers † (14 agosto 1450 - 7 febbraio 1453 nominato vescovo di Coventry e Lichfield)
- John Stanberry, O.Carm. † (7 febbraio 1453 - 11 maggio 1474 deceduto)
- Thomas Mylling † (21 agosto 1474 consacrato - 11 marzo 1492 deceduto)
- Edmund Audley † (22 giugno 1492 - 10 gennaio 1502 nominato vescovo di Salisbury)
- Adriano Castellesi † (14 febbraio 1502 - 2 agosto 1504 nominato amministratore apostolico di Bath e Wells)
- Richard Mayew † (28 luglio 1504 - 18 aprile 1516 deceduto)
- Charles Booth † (21 luglio 1516 - 5 maggio 1535 deceduto)[4]
- Robert Wharton (Parfew) † (6 luglio 1555 - 22 settembre 1558 deceduto)